# Namiq Abdullayev

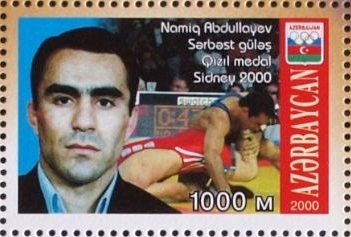
Namiq Abdullayev wurde nach seinem Olympiasieg auf einer aserbaidschanischen Briefmarke verewigt

Namiq Yadulla oğlu Abdullayev (russisch Намик Ядулла оглы Абдуллаев Namik Jadulla ogly Abdullajew, * 4. Januar 1971 in Baku, Sowjetunion) ist ein ehemaliger aserbaidschanischer Ringer. Er wurde 2000 Olympiasieger im Fliegengewicht im freien Stil.

## Werdegang
Namiq Abdullayev begann als Jugendlicher im Jahre 1983 in seiner Heimatstadt Baku mit dem Ringen. Er konzentrierte sich auf den freien Stil. Sein erster Trainer war sein Bruder Arif Abdullayev. Mit 18 Jahren leistete er seinen Militärdienst ab und trat danach in die Polizei ein. Zu Sowjetzeiten war er Mitglied von Dinamo Baku, danach von Neftçi Petrol Baku. Dort wurde Wahid Mamedow sein Trainer. Seinen ersten internationalen Start bestritt er im Jahre 1991 noch für die Sowjetunion. Ab 1993 startete er für Aserbaidschan, das nach dem Zerfall der Sowjetunion bei den internationalen Meisterschaften eigenständige Mannschaften stellte. Namiq Abdullayev hat in der Polizei den Rang eines Oberstleutnants, besitzt aber auch ein Sportlehrerdiplom. Bei allen internationalen Meisterschaften, an denen er teilnahm, rang er im freien Stil bis 2001 im Fliegengewicht, danach im Bantamgewicht.
Sein erster Start bei einer internationalen Meisterschaft war der bei der Junioren-Weltmeisterschaft (Espoirs). Er belegte dabei hinter Kim Il aus Nordkorea und Park Young-man, Südkorea den 3. Platz. Bei der Europameisterschaft 1994 erfolgte dann der erste Start von Namiq Abdullayev für Aserbaidschan bei einer internationalen Meisterschaft. In Rom glänzte er auf Anhieb und wurde vor Iwan Zonow aus Bulgarien und Sergei Sambalow aus Russland Europameister. Bei der Weltmeisterschaft 1994 in Istanbul kämpfte er sich bis in das Finale, in dem er auf Walentin Jordanow aus Bulgarien traf, der an der Europameisterschaft 1994 nicht teilgenommen hatte. Er verlor gegen Jordanow knapp nach Punkten und wurde damit Vize-Weltmeister.
1995 konnte Namiq Abdullayev in Freiburg im Üechtland/Schweiz den 1994 gewonnenen Europameistertitel verteidigen. Er besiegte dort Tschetschen-ool Mongusch aus Russland, Christophe Bahuet aus Frankreich, Pascal Jungo aus der Schweiz, Iwan Zonow und Metin Topaktaş aus der Türkei. Bei den erstmals ausgetragenen Militärweltspielen in Rom, bei denen sich 91 Nationen beteiligten, kam er im Fliegengewicht hinter dem Nordkoreaner Jin Ju-dong auf den 2. Platz. Bei der Weltmeisterschaft dieses Jahres in Atlanta verpasste er aber mit einem 4. Platz hinter Walentin Jordanow, Gholamreza Mohammadi, Iran und Zeke Jones, USA knapp die Medaillenränge.
Im Jahre 1996 verlor er bei der Europameisterschaft in Budapest im Halbfinale gegen den Ukrainer Wolodymyr Tohusow mit 1:3 Punkten knapp nach Punkten. Er belegte deswegen den 3. Platz hinter Togusow und Iwan Zonow. Bei den Olympischen Spielen dieses Jahres in Atlanta war er in hervorragender Verfassung. Er siegte in seinen ersten vier Kämpfen, wobei er im Halbfinale Gholamreza Mohammadi sogar nach 2:16 Minuten schultern konnte. Im Finale traf er auf Walentin Jordanow, den siebenfachen Weltmeisterschaft|Weltmeister, der aber noch zu keinem Olympiasieg gekommen war. Namiq Abdullayev lieferte Jordanow einen ausgeglichenen Kampf, der am Ende der fünfminütigen Kampfzeit 3:3 stand. In der anschließenden Verlängerung kam es zu einer Kampfszene, bei der beide Ringer in die Nähe einer Wertung kamen. Zum Ärger von Namiq Abdullayev bekam aber nur Walentin Jordanow eine Einserwertung, so dass dieser den Kampf mit 4:3 Punkten gewann. Ein anschließender Protest seiner Mannschaftsleitung wurde abgewiesen. Jordanow wurde so doch noch Olympiasieger und Namiq Abdullayev erhielt die Silbermedaille.
Bei der Europameisterschaft 1997 in Warschau stand Namiq Abdullayev im Finale dem Ukrainer Oleksandr Sacharuk gegenüber. Innerhalb der Kampfzeit von 8 Minuten konnte keiner der Ringer eine Wertung erzielen, so dass das Kampfgericht eine Entscheidung fällen musste. Es entschied wieder gegen Abdullajew, der eigentlich nach Meinung vieler Experten der aktivere Ringer war. Er musste sich damit mit dem Vize-Europameistertitel begnügen. Bei der Weltmeisterschaft dieses Jahres in Krasnojarsk verlor er im dritten Kampf gegen Gholamreza Mohammadi, musste deswegen ausscheiden und erreichte nur den 8. Platz.
Bei der Europameisterschaft 1998 in Budapest kam Namiq Abdullayev u. a. zu einem Sieg über Iwan Zonow, er verlor aber wiederum gegen Oleksandr Sacharuk und dazu auch noch gegen Amiran Kartanow aus Griechenland und kam deshalb nur auf den 10. Platz. Bei der Weltmeisterschaft dieses Jahres in Teheran war er aber wieder erfolgreicher. Er kam dort zu drei Siegen, verlor aber etwas überraschend im Finale gegen den US-Amerikaner Samuel Henson mit 1:3 Punkten und wurde Zweiter.
1999 war für Namiq Abdullayev ein Krisenjahr. Er kam bei der Europameisterschaft in Minsk nach einer Niederlage gegen Armen Simonjan aus Armenien nur zu einem Sieg über Leonid Tschutschunow aus Russland, was aber nur für den 13. Platz reichte. Noch schlechter erging es ihm bei der Weltmeisterschaft in Ankara. Er verlor dort gegen Mäulen Mamyrow aus Kasachstan und gegen Kim Woo-yong aus Südkorea und landete damit abgeschlagen auf dem 28. Platz. Die schlimme Folge dieser Platzierung lag darin, dass er sich damit nicht für die Teilnahme an den Olympischen Spielen 2000 in Sydney qualifiziert hatte. Er musste deshalb zu Beginn des Jahres 2000 drei schwere Qualifikationsturniere für diese Spiele in Minsk, Leipzig und Tokio bestreiten. In Leipzig und in Tokio belegte er dabei jeweils den 2. Platz, was ihm die Teilnahmeberechtigung für Sydney einbrachte. Offensichtlich hatten diese schweren Turniere Namiq Abdullayev so in Form gebracht, dass er bei den Olympischen Spielen 2000 selbst zu Siegen über Jin Ju-dong, Martin Liddle, Neuseeland, Amiran Kartanow und Samuel Henson (4:3 Punkte) kam und er dadurch Olympiasieger wurde.
Im Jahre 2001 pausierte er. 2002 war er aber wieder bei der Weltmeisterschaft, bei der erstmals eine neue Gewichtsklasseneinteilung galt, im Bantamgewicht am Start. Er erreichte dort mit vier Siegen wieder das Finale, unterlag in diesem aber dem Kubaner René Montero mit 1:4 Punkten und wurde Vize-Weltmeister. Im Jahre 2003 gewann er seinen letzten Titel. Er wurde in Riga Europameister im Bantamgewicht und besiegte dabei im Halbfinale den neuen russischen Star Mawlet Batirow mit 3:2 Punkten. Im Finale siegte er über Amiran Kartanow mit 3:1 Punkten. Bei der Weltmeisterschaft 2003 in New York verlor er gegen Stephen Abas aus den Vereinigten Staaten und gegen Mawlet Batirow, was sein frühes Ausscheiden zur Folge hatte.
2004 nahm Namiq Abdullayev zum dritten Mal an Olympischen Spielen teil. In Athen war ihm aber kein Erfolg mehr beschieden, denn er verlor dort seinen ersten Kampf gegen den Japaner Chikara Tanabe und kam auf den 14. Platz.
Bei der Europameisterschaft 2006 in Moskau gewann Namiq Abdullayev aber noch einmal eine Medaille. Er stand im Finale seinem Angstgegner Oleksandr Sacharuk gegenüber und verlor gegen diesen nach Punkten. Er wurde aber dort im Alter von 35 Jahren immerhin noch einmal Vize-Europameister. Bei der Weltmeisterschaft 2007 im heimischen Baku gelang es ihm dann nicht mehr, noch einmal eine Medaille zu gewinnen. Nach einem Sieg über Shane Parker aus Australien verlor er dort gegen Yang Kyong-il aus Nordkorea und kam nur auf den 15. Platz.

## Internationale Erfolge
| Jahr | Platz  | Wettbewerb                                   | Gewichtskl. | Ergebnis |
| 1991 | 3.     | Junioren-WM (Espoirs)                        | Halbfliegen | hinter Kim Il-ong, Nordkorea u. Park Young-man, Südkorea |
| 1994 | 1.     | EM in Rom                                    | Fliegen     | vor Iwan Zonow, Bulgarien, Sergei Sambalow, Russland, Constantin Corduneanu, Rumänien u. Volker Anger, Deutschland                                                        |
| 1994 | 2.     | WM in Istanbul                               | Fliegen     | hinter Walentin Jordanow, Bulgarien, vor Gholamreza Mohammadi, Iran, Ahmet Örel, Türkei u. Nurdin Donbajew, Kirgisistan                                                   |
| 1995 | 1.     | EM in Freiburg im Üechtland/Schweiz          | Fliegen     | mit Siegen über Tschetschen-ool Mongusch, Russland, Christophe Bahuet, Frankreich, Pascal Jungo, Schweiz, Iwan Zonow u. Metin Topaktaş, Türkei                            |
| 1995 | 2.     | Militär-WM in Rom                            | Fliegen     | hinter Jin Ju-dong, Nordkorea, vor Sayid Kolivand, Iran, Pjotr Umachanow, Russland u. Wahan Margarjan, Armenien                                                           |
| 1995 | 4.     | WM in Atlanta                                | Fliegen     | hinter Walentin Jordanow, Gholamreza Mohammadi u. Zeke Jones, USA, vor Wladimir Torgowkin, Kirgisistan                                                                    |
| 1996 | 3.     | EM in Budapest                               | Fliegen     | hinter Wolodymyr Tohusow, Ukraine u. Iwan Zonow, vor Ahmet Örel u. Constantin Corduneanu                                                                                  |
| 1996 | Silber | OS in Atlanta                                | Fliegen     | nach Siegen über Lou Rosselli, USA, Hideo Sasayama, Japan, Adhamjon Achilov, Usbekistan u. Gholamreza Mohammadi u. einer Niederlage gegen Walentin Jordanow (3:4 Punkte)  |
| 1997 | 2.     | EM in Warschau                               | Fliegen     | hinter Oleksandr Sacharuk, Ukraine, vor Mevlona Kulaç, Türkei, Armen Simonjan, Armenien u. Maxim Molonow, Russland                                                        |
| 1997 | 8.     | WM in Krasnojarsk                            | Fliegen     | Sieger: Wilfredo García, Kuba vor Jin Ju-dong u. Mäulen Mamyrow, Kasachstan                                                                                               |
| 1998 | 10.    | EM in Bratislava                             | Fliegen     | nach Sieg über David Legrand, Frankreich, Niederlage gegen Oleksandr Sacharuk, Sieg über Iwan Zonow u. Niederlage gegen Amiran Kartanow, Griechenland                     |
| 1998 | 2.     | WM in Teheran                                | Fliegen     | nach Sieg über Tümendembereliin Dsüünbajan, Mongolei, Gholamreza Mohammadi u. Armen Simonjan u. Niederlage gegen Samuel Henson, USA                                       |
| 1999 | 13.    | EM in Minsk                                  | Fliegen     | nach Sieg über Armen Simonjan u. Niederlage gegen Leonid Tschutschunow, Russland                                                                                          |
| 1999 | 28.    | WM in Ankara                                 | Fliegen     | nach Niederlagen gegen Mäulen Mamyrow u. Kim Woo-yong, Südkorea |
| 2000 | 12.    | Olympia-Qualifikations-Turnier in Minsk      | Fliegen     | Sieger: Samuel Henson vor Haibo Meng, China u. Herman Kantojeu, Weißrussland                                                                                              |
| 2000 | 2.     | Olympia-Qualifikations-Turnier in Leipzig    | Fliegen     | hinter Herman Kantojeu, vor Nurdin Donbajew u. Chikara Tanabe, Japan |
| 2000 | 2.     | Olympia-Qualifikations-Turnier in Tokio      | Fliegen     | hinter Chikara Tanabe, vor Wassili Zeiher, Deutschland, Nurdin Donbajew u. Amiran Kartanow                                                                                |
| 2000 | Gold   | OS in Sydney                                 | Fliegen     | mit Siegen über Jin Ju-dong, Martin Liddle, Neuseeland, Amiran Kartanow u. Samuel Henson                                                                                  |
| 2002 | 2.     | WM in Teheran                                | Bantam      | nach Siegen über Rowschan Seidow, Turkmenistan, Kumar K., Indien, Tümendembereliin Dsüünbajan u. Adhamjon Achilov u. einer Niederlage gegen René Montero, Kuba            |
| 2003 | 1.     | EM in Riga                                   | Bantam      | nach Siegen über Anwar Berguiga, Frankreich, Iwan Djorew, Bulgarien, Mawlet Batirow, Russland u. Amiran Kartanow                                                          |
| 2003 | 28.    | WM in New York City                          | Bantam      | nach Niederlagen gegen Stephen Abas, USA u. Mawlet Batirow |
| 2004 | 4.     | Olympia-Qualifikations-Turnier in Bratislava | Bantam      | hinter René Montero, Herman Kantojeu u. Martin Berberjan, Armenien |
| 2004 | 14.    | OS in Athen                                  | Bantam      | nach Niederlage gegen Chikara Tanabe u. Sieg über Yogeshwar Dutt, Indien                                                                                                  |
| 2005 | 5.     | WM in Budapest                               | Bantam      | nach Siegen über Roman Kollar, Slowakei, Zsolt Bánkuti, Ungarn u. Selimchan Kurujew, Russland u. Niederlagen gegen Radoslaw Welikow, Bulgarien u. Jon Hyon-guk, Nordkorea |
| 2006 | 2.     | EM in Moskau                                 | Bantam      | nach Siegen über Amiran Kartanow, Krassimir Krastanow, Bulgarien u. Uladsislau Andrejeu, Weißrussland u. einer Niederlage gegen Oleksandr Sacharuk                        |
| 2006 | 5.     | Golden-Grand-Prix in Taschkent               | Bantam      | hinter Samuel Henson, Dilshod Mansurov, Usbekistan, Yasuhiro Inaba, Japan u. Adhamjon Achilov                                                                             |
| 2007 | 15.    | WM in Baku                                   | Bantam      | nach Sieg über Shane Parker, Australien u. Niederlage gegen Yang Kyong-il, Nordkorea                                                                                      |
| 2008 | 2.     | Golden-Grand-Prix in Baku                    | Bantam      | hinter Namiq Sevdimov, Aserbaidschan, vor Murat Gençtürk, Türkei u. Radoslaw Welikow                                                                                      |

## Erläuterungen
- alle Wettbewerbe im freien Stil
- OS = Olympische Spiele, WM = Weltmeisterschaft, EM = Europameisterschaft
- Fliegengewicht, bis 1996 bis 52 kg, von 1997 bis 2001 bis 54 kg, Bantamgewicht, seit 2002 bis 55 kg Körpergewicht